# 黑西施利希特瑙
黑西施利希特瑙（德語：Hessisch Lichtenau，發音：[ˈhɛsɪʃ ˈlɪçtənaʊ] ⓘ）是德国黑森州卡塞尔行政区威拉-迈斯讷县的城市，面积105.72平方千米，2023年12月31日人口为12,798人。